# Vallisneria spinulosa
Vallisneria spinulosa là một loài thực vật có hoa trong họ Hydrocharitaceae. Loài này được S.Z.Yan miêu tả khoa học đầu tiên năm 1982.